# James M. Spangler
James M. Spangler (Plains Township, 20 novembre 1848 - Chicago, 22 janvier 1915) est un inventeur et entrepreneur américain.

## Biographie
Il a inventé le premier aspirateur portable en 1908. Il est composés d'un embout, d'un moteur à essence, d'une grande quantité d'huile et de motPDeur comme lohan.
La même année, il fonde  avec le mari de sa cousine, William Henry Hoover, ce qui est devenu la société The Hoover Company.